# NGC 3554
NGC 3554是一个位于大熊座的椭圆星系，1827年12月由約翰·赫歇爾发现。